# Paul Bradley
 (juillet 2022).
La mise en forme du texte ne suit pas les recommandations de Wikipédia : il faut le « wikifier ».
Les points d'amélioration suivants sont les cas les plus fréquents. Le détail des points à revoir est peut-être précisé sur la page de discussion.
- Les titres sont pré-formatés par le logiciel. Ils ne sont ni en capitales, ni en gras.
- Le texte ne doit pas être écrit en capitales (les noms de famille non plus), ni en gras, ni en italique, ni en « petit »…
- Le gras n'est utilisé que pour surligner le titre de l'article dans l'introduction, une seule fois.
- L'italique est rarement utilisé : mots en langue étrangère, titres d'œuvres, noms de bateaux, etc.
- Les citations ne sont pas en italique mais en corps de texte normal. Elles sont entourées par des guillemets français : « et ».
- Les listes à puces sont à éviter, des paragraphes rédigés étant largement préférés. Les tableaux sont à réserver à la présentation de données structurées (résultats, etc.).
- Les appels de note de bas de page (petits chiffres en exposant, introduits par l'outil «  Source ») sont à placer entre la fin de phrase et le point final[comme ça].
- Les liens internes (vers d'autres articles de Wikipédia) sont à choisir avec parcimonie. Créez des liens vers des articles approfondissant le sujet. Les termes génériques sans rapport avec le sujet sont à éviter, ainsi que les répétitions de liens vers un même terme.
- Les liens externes sont à placer uniquement dans une section « Liens externes », à la fin de l'article. Ces liens sont à choisir avec parcimonie suivant les règles définies. Si un lien sert de source à l'article, son insertion dans le texte est à faire par les notes de bas de page.
- La présentation des références doit suivre les conventions bibliographiques. Il est recommandé d'utiliser les modèles {{Ouvrage}}, {{Chapitre}}, {{Article}}, {{Lien web}} et/ou {{Bibliographie}}. Le mode d'édition visuel peut mettre en forme automatiquement les références.
- Insérer une infobox (cadre d'informations à droite) n'est pas obligatoire pour parachever la mise en page.

Pour une aide détaillée, merci de consulter Aide:Wikification.
Si vous pensez que ces points ont été résolus, vous pouvez retirer ce bandeau et améliorer la mise en forme d'un autre article.
Pour les articles homonymes, voir Bradley.
Paul Bradley est un conteur né en 1973 à Cowansville. Il a fait partie de la plus ancienne troupe de conteurs des Cantons-de-l'est, les Ceuzes-là. Il a également créé le duo de conteurs Les Prétendants. En 2013, il co-fonde le collectif La Quadrature, un organisme de création et de diffusion de contes contemporain.

## Biographie
Né en 1973 à Cowansville, Paul Bradley est un peintre devenu conteur. « C’est pourquoi ses histoires se déploient souvent sous forme de tableaux. » Il très engagé dans le renouveau du conte au Québec. Il « travaille depuis plus de quinze ans à la résonance des répertoires dans différents groupes de conteurs. » Certains le nomment « Le conteur de meute » puisqu'il a toujours conté au sein de collectifs et de groupes. « L’évolution au sein de nombreuses formations, la transparence du processus et la boucle autoréférentielle caractérisent son travail. »
En 1998, il se joint aux Ceuzes-là, la plus ancienne troupe de conteurs issus de l'extrême sud des Cantons-de-l'Est, et qui préfère vivre l'expérience du conte en bande.
C'est en 2005, soit sept ans plus tard, qu'il quitte la formation pour former un nouveau le collectif nommé Les Pelleteux d'légendes. Ceux-ci se donnent en spectacle partout au Québec et recevront une réception positive. Ils puisent dans le répertoire traditionnel et dans leur imagination pour réinventer et contemporanéiser des contes. Ils iront même jusqu'à se rendre en Bretagne pour faire un spectacle de contes pour les personnes malentendantes,.
En 2010, il fonde « Les prétendants » un duo formé avec Sylvain Racine et qui a pour but de lier le moderne au traditionnel pour renouveler le répertoire local ainsi que pour rendre accessible le conte à tout un chacun.
En 2013, accompagné de Nicolas Rochette, Céline Jantet et Kevin Gravier, il cofonde la Quadrature, « un organisme de création et de diffusion en conte contemporain ».
En 2018, aux côtés de Karine Casparian, Ariane Labonté, Jérôme Bérubé, Nicolas Rochette et Céline Jantet, il publie quelques contes dans l'ouvrage collectif Nouvelle vague : contes contemporains, publiés aux éditions Planète rebelle,. Il participe comme conteur et directeur artistique à la série de balados Contes indociles réalisé par La Quadrature. Il est également récipiendaire de la résidence d’écriture en conte de Saint-Élie-de-Caxton décerné par le Regroupement du conte au Québec.
« Lors du Rendez-vous des Grandes Gueules en 2020, il présente une légende locale, d’abord en utilisant les mots du capitaine Aubert Michaud puis en la réinventant. L’histoire de cette maison hantée entre ainsi dans la mythologie affabulée de Paul Bradley, tout comme sa propre version de la légende de la pierre manquante de l’église de Trois-Pistoles. »
Il a également été commissaire de l'exposition sur Françoise Sullivan qui a eu lieu en 2017 au Musée d’art contemporain de Baie-Saint-Paul (MACBSP),.
En 2020, Paul Bradley a écrit un conte sur la ville de Waterloo. Cette même année, il remporte le premier Concours virtuel de menterie et par la suite cofonde avec Steven Larivière-Beaudoin et Marc-André Fortin la Ligue Mondiale de la Menterie dont il devient analyste sous le pseudonyme de Léopaul Carter.
Allant du musée aux microbrasseries, il performé à plusieurs endroits et au sein de plusieurs organisations différentes. Seul, ou en duo avec Sylvain Racine, il propose des ateliers d'initiation au conte dans les écoles primaires et secondaires.

## Œuvres

### Ouvrage collectif
- Nouvelle vague: contes contemporains, Montréal, Planète rebelle, coll. « Parole », 2018, 152 p.  (ISBN 9782924797143)

### Balados
- 2019 : Gpeur.com : Conteur
- 2020 : Lowbrow, Tatouage : Directeur artistique

### Groupes et collectifs
- 1994, Maëlstrom, musique
- 1996, Klon, musique
- 1998, Les Ceuzes-Là, conte
- 2006, Les Loups-Garous, conte
- 2006, Les pelleteux d’légendes, conte
- 2010, Les Prétendants, conte
- 2013, La Quadrature, conte
- 2015, Épiq Fail, conte
- 2018, Nouvelle vague, conte
- 2018, Assemblage, conte
- 2019, Primaires, les couleurs secondaires, poésie contées

### Spectacles de contes
- Contes d’excès et autres grassouilleteries, 2004, Les Ceuzes-là
- La vérité et autres certitudes, 2008, Les Ceuzes-là
- Le roi conte ses chances, 2009, Solo
- Un caprice de princesses et autres histoires rare, 2010, Les Prétendants
- De bière et de bonne guerre, 2012, Les Prétendants
- Du plus petit au moins grand, contes de lutins et de géants, 2015, Les Prétendants
- Contes technotopiques n.1 & 2, 2016, La Quadrature
- Laboratoire de couples, 2017, Les prétendants

## Prix et honneurs
- 2018 : Récipiendaire de la résidence d'écriture en conte de Saint-Élie-de-Caxton décerné par le Regroupement du conte au Québec[10].
- 2020 : Il remporte le premier Concours virtuel de menterie.